# Victoria Woodhull
Victoria Claflin Woodhull, mai apoi Victoria Woodhull Martin, (n. 23 septembrie 1838, New York City, New York, SUA – d. 9 iunie 1927, Bredon⁠(d), Wychavon, Anglia, Regatul Unit) a fost o femeie politician americană, lider al mișcării pentru votul femeilor, care a candidat pentru funcția de președinte al Statelor Unite ale Americii la alegerile din 1872. În timp ce mulți istorici și autori sunt de acord că Woodhull a fost prima femeie care a candidat la președinție, unii nu sunt de acord cu clasificarea acesteia drept o adevărată candidatură, deoarece ea era mai tânără decât vârsta de 35 de ani impusă de Constituția SUA (Woodhull a împlinit 35 de ani în septembrie 1873, la șase luni după inaugurarea din martie). Cu toate acestea, acoperirea alegerilor de către ziarele contemporane nu sugerează că vârsta a fost o problemă semnificativă; acest lucru se poate datora, totuși, faptului că puțini au luat candidatura în serios.
Activistă pentru drepturile femeilor și reforme ale muncii, Woodhull a fost, de asemenea, o susținătoare a „dragostei fără constrângeri”, sintagmă prin care înțelegea libertatea oamenilor de a se căsători, divorța și a avea copii fără restricții sociale sau amestecuri guvernamentale. „Nu pot potoli valul în creștere al reformelor”, spunea ea adesea. „Lumea se mișcă”.
Woodhull a trecut de două ori de la sărăcie la avuție. Prima avere și-a făcut-o ca vindecător magnetic, înainte de a se alătura mișcării spiritualiste în anii 1870. Originalitatea multora dintre articolele ei este contestată (multe dintre discursurile ei pe aceste subiecte au fost colaborări între Woodhull, susținătorii ei și cel de-al doilea soț al ei, colonelul James Blood). Împreună cu sora ei, Tennessee Claflin, ea a fost prima femeie care a condus o firmă de brokeraj pe Wall Street, făcând a doua și mai mare avere.  Surorile au fost printre primele femei care au fondat un ziar în Statele Unite, Woodhull & Claflin's Weekly, ziar care a început să apară în 1870.
Woodhull a fost activă politic la începutul anilor 1870, când a fost nominalizată drept prima femeie candidată la președinția Statelor Unite. Woodhull a candidat în 1872 din partea Partidului pentru Drepturi Egale, susținând votul femeilor și egalitatea în drepturi. Partenerul ei în echipa candidată a fost liderul aboliționist Frederick Douglass (fără ca el să știe). Campania ei a inspirat cel puțin o altă femeie - în afară de sora ei - să candideze pentru Congres. Cu câteva zile înainte de alegeri ea a fost arestată sub acuzații de obscenitate. Ziarul ei publicase o relatare despre presupusa aventură adulteră dintre proeminentul predicator Henry Ward Beecher și Elizabeth Richards Tilton, relatare care conținea mai multe detalii decât era considerat adecvat la acea vreme. Situația creată a contribuit la creșterea acoperirii în presă a candidaturii ei. 

## Tinerețe și educație
Victoria California Claflin a fost al șaptelea dintre zece copii ai familiei Claflin și s-a născut în orașulul de frontieră Homer, Comitatul Licking, Ohio. Mama ei, doamna Roxanna Hummel Claflin, s-a născut din părinți necăsătoriți și era analfabetă. Ea devenise o adeptă a misticului austriac Franz Mesmer și a mișcării spiritualiste. Tatăl ei, Reuben "Buck" Buckman Claflin, Esq., a fost un escroc, avocat și vânzător de ulei de șarpe. El provenea dintr-o ramură săracă a familiei scoțian-americane Claflin din Massachusetts. 
Potrivit biografului Theodore Tilton, Woodhull a fost biciuită de tatăl ei. Biografa Barbara Goldsmith a susținut că a fost, de asemenea, înfometată și abuzată sexual de tatăl ei când era încă foarte tânără.
Pe măsură ce creșteau, Victoria s-a apropiat de sora ei Tennessee Celeste Claflin (numită Tennie), cu șapte ani mai mică decât ea și ultimul copil născut în familie. Ca adulți, ele au colaborat la înființarea unei firme și a unui ziar în New York City. 
Până la vârsta de 11 ani, Woodhull avea doar trei ani de educație formală, dar profesorii ei au considerat-o extrem de inteligentă. Ea a fost forțată să își părăsească școala și casă împreună cu familia, când tatăl ei a ars moara familiei, după ce „a asigurat-o bine”. Când a încercat să ceară despăgubit prin asigurare, incendierea și frauda i-au fost descoperite; tatăl a fugit din oraș. În oraș s-a organizat o strângere de fonduri pentru a plăti costurile de călătorie pentru ca restul familiei să plece din Ohio.

## Căsătorii

### Prima căsătorie și familie

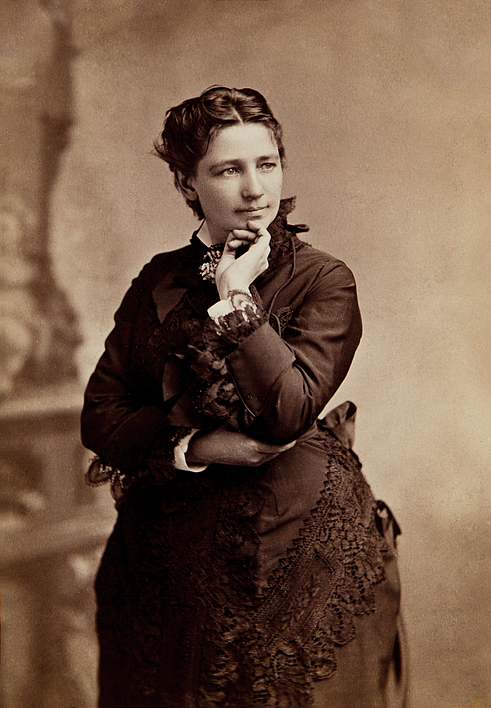
Victoria Woodhull, c. anii 1860

Când avea 14 ani, Victoria l-a întâlnit pe Canning Woodhull, în vârstă de 28 de ani (listat ca „Channing” în unele documente), un medic dintr-un oraș de lângă Rochester, New York. Familia ei îl chemase să o trateze pe fată de o boală cronică. Woodhull a practicat medicina în Ohio într-o perioadă în care statul nu cerea o educație medicală formală și licență. Potrivit unor relatări, Woodhull a răpit-o pe Victoria pentru a se căsători cu ea. Woodhull a pretins că este nepotul lui Caleb Smith Woodhull, primarul orașului New York din 1849 până în 1851; era de fapt un văr îndepărtat.
Ei s-au căsătorit pe 20 noiembrie 1853. Certificatul lor de căsătorie a fost înregistrat în Cleveland pe 23 noiembrie 1853, când Victoria avea două luni peste vârsta de 15 ani.
Victoria a aflat că noul ei soț era alcoolic și afemeiat. A fost nevoită să lucreze în afara casei pentru a-și întreține familia. Ea și Canning au avut doi copii, Byron și Zulu (numită și Zula) Maude Woodhull. Byron s-a născut cu o dizabilitate intelectuală în 1854, o afecțiune care Victoria credea că a fost cauzată de alcoolismul soțului ei. După ce s-au născut copiii lor, Victoria a divorțat de soțul ei dar și-a păstrat numele de familie.

### A doua căsătorie
În jurul anului 1866, Woodhull s-a căsătorit cu colonelul James Harvey Blood, care era și el la a doua căsătorie. El a fost în armata în Missouri în timpul Războiului Civil American și a fost ales auditor al orașului St. Louis, Missouri.

### Dragoste fără constrângeri
Sprijinul lui Woodhull pentru dragoste fără constrânferi a început probabil după ce ea a descoperit infidelitatea primului ei soț, Canning. Femeile care se căsătoreau în Statele Unite în timpul secolului al XIX-lea erau prinse în uniuni cu puține opțiuni de a ieși din ele (chiar dacă aceste uniuni erau lipsite de dragoste). Divorțul era limitat de lege și considerat scandalos din punct de vedere social. Femeile care au divorțat au fost stigmatizate și adesea ostracizate de societate. Victoria Woodhull a concluzionat că femeile ar trebui să aibă posibilitatea de a părăsi căsătorii insuportabile.
Woodhull credea în relațiile monogame, deși ea mai spunea că are dreptul să se răzgândească. Alegerea de a face sex sau nu era considerată, în toate cazurile, alegerea femeii, deoarece aceasta ar plasa-o într-un statut egal cu bărbatul, care avea capacitatea de a viola și de a învinge fizic o femeie, în timp ce o femeie nu avea această capacitate cu privire la un bărbat.
Woodhull a criticat ipocrizia bărbaților căsătoriți care erau tolerați de societate când aveau amante și se angajau în relații sexuale extra-conjugale. În 1872, Woodhull l-a criticat public pe cunoscutul predicator Henry Ward Beecher pentru adulter. Se știa că Beecher a avut o aventură cu enoriașa sa Elizabeth Tilton, care a mărturisit, iar scandalul a fost acoperit la nivel național. Woodhull a fost urmărită penal pentru acuzații de obscenitate pentru că a trimis relatări despre afacere prin corespondențele federale și a fost închisă pentru scurt timp. Acest lucru a asigurat o acoperire în presă în timpul campaniei ei pentru președinția Statelor Unite din acea toamnă.

### Zvonuri și poziție despre prostituție
Woodhull a fost împotriva prostituției și a considerat căsătoria pentru câștig material o formă a acesteia. În ziarul său, Woodhull & Claflin's Weekly, Woodhull și-a exprimat sprijinul pentru legalizarea prostituției.

### Schimbarea religioasă și repudierea ideii de dragoste fără constrângeri
În timp ce radicalismul inițial al lui Woodhull provenea din socialismul creștin al anilor 1850, pentru cea mai mare parte a vieții ei, ea a fost implicată în spiritism și nu a folosit limbajul religios în discursurile sale publice. Cu toate acestea, în 1875, Woodhull a început să susțină public creștinismul și și-a schimbat pozițiile politice. Ea a dezvăluit în ziarul ei fraudele spiritualiste, înstrăinându-și adepții spiritualiști. Ea a scris articole împotriva promiscuității, numind-o „blestem al societății”. Woodhull a repudiat opiniile ei anterioare despre dragoste fără constrângeri și a început să idealizeze puritatea, maternitatea, căsătoria și Biblia.

## Cariere

### Agent de bursă

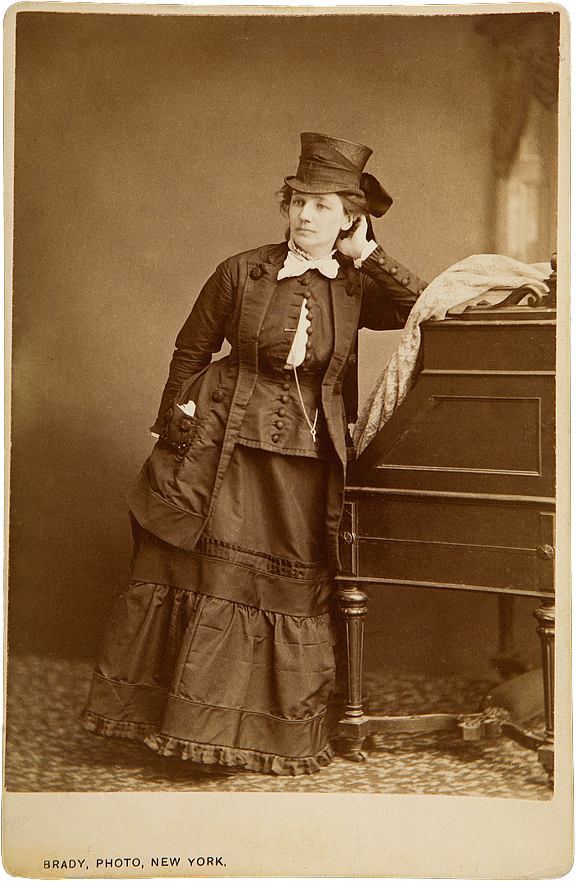
Fișă de cabinet a lui Woodhull de Mathew Brady

Woodhull, împreună cu sora Tennessee (Tennie) Claflin, au fost primele femei brokeri și în 1870 au deschis o firmă de brokeraj pe Wall Street. Brokerii de pe Wall Street au fost șocați. Woodhull, Claflin & Company s-a deschis în 1870, cu asistența lui Cornelius Vanderbilt, un admirator al abilităților lui Woodhull ca medium; se zvonește că el a fost iubitul lui Tennie și că s-a gândit serios să se căsătorească cu ea. Woodhull a făcut avere la Bursa de Valori din New York sfătuind clienți precum Vanderbilt. Cu o ocazie, ea i-a spus să-și vândă acțiunile în lipsă pentru 150 de cenți per acțiune, lucru pe care acesta l-a făcut și a câștigat milioane din tranzacție. Ziare precum New York Herald le-au numit pe Woodhull și Claflin drept „reginele finanțelor” și „brokerii fermecatori”. Multe reviste contemporane pentru bărbați (de exemplu, The Days' Doings ) au publicat imagini sexualizate ale perechii care își conduceau firma (deși ele nu participau de fapt la activitățile de zi cu zi ale companiei).

### Editor de ziar
Woodhull și Claflin au folosit banii pe care îi făcuseră din brokerajul lor pentru a fonda, la data de 14 mai 1870, un ziar, Woodhull & Claflin's Weekly, care la apogeu a avut un tiraj național de 20.000 de exemplare. Scopul său principal a fost de a o sprijini pe Victoria Claflin Woodhull în alegerile pentru președinția Statelor Unite. Ziarul a fost publicat timp de șase ani și feminismul a fost tema principală de interes. Weekly a devenit cunoscut pentru publicarea de opinii controversate pe subiecte tabu, susținând, printre altele, educația sexuală, dragoste fără constrângeri, votul femeilor, fustele scurte, spiritismul, vegetarianismul și legalizarea prostituției. Ziarul este cunoscut acum pentru tipărirea primei versiuni în limba engleză a Manifestului comunist al lui Karl Marx în ediția sa din 30 decembrie 1871. Ziarul a susținut cauza muncii cu elocvență și pricepere. James Blood și Stephen Pearl Andrews au scris majoritatea articolelor.
În 1872, Weekly a publicat o poveste care a declanșat un scandal național și a preocupat publicul luni de zile. Henry Ward Beecher, un predicator renumit al Bisericii Plymouth din Brooklyn, a condamnat în predicile sale filosofia dragoste fără constrângeri a lui Woodhull, dar un membru al bisericii sale, Theodore Tilton, i-a dezvăluit lui Elizabeth Cady Stanton, o colegă cu Woodhull, că soția lui a mărturisit că Beecher a comis adulter cu ea. Provocată de o asemenea ipocrizie, Woodhull a decis să-l demaște pe Beecher. El a ajuns să fie judecat în 1875, pentru adulter, într-o procedură care s-a dovedit a fi unul dintre cele mai senzaționale episoade legale ale epocii, captând atenția a sute de mii de americani: procesul s-a încheiat când biserica a câștigat cazul. La 2 noiembrie 1872, Woodhull, Claflin și col. Blood au fost arestați și acuzați că au publicat un ziar obscen pe care l-au distribuit prin Serviciul Poștal al Statelor Unite. În cadrul raidului au fost găsite 3.000 de exemplare ale ziarului. Această arestare și achitarea lui Woodhull au fost cele care au determinat Congresul american să adopte Legile Comstock din 1873.
George Francis Train a apărat-o. Alte feministe ale timpului ei, inclusiv Susan B. Anthony, nu au fost de acord cu tactica ei de a promova egalitatea femeilor. Unii au caracterizat-o ca fiind oportunistă și imprevizibilă; într-un incident notabil, ea a avut o confruntare cu Anthony în timpul unei întâlniri a Asociației Naționale pentru Dreptul Femeilor (NWSA).

### Susținător al drepturilor femeilor
Woodhull a învățat cum să se infiltreze în domeniul exclusiv masculin al politicii naționale și a aranjat să depună mărturie în fața Comitetului Judiciar al Camerei cu privire la votul femeilor. În decembrie 1870, ea a înaintat Comitetului Camerei un memorandum în care argumenta că femeile aveau deja dreptul de vot— tot ce aveau de făcut era să-l folosească— întrucât amendamentele 14 și 15 din Constituția SUA garantau protecția acestui drept pentru toți cetățenii. Logica simplă, dar puternică a argumentului ei i-a impresionat pe unii membri ai comisiei. Aflând despre memorandum, Susan B. Anthony, Elizabeth Cady Stanton și Isabella Beecher Hooker au văzut-o pe Woodhull drept cea mai nouă susținătoare a cauzei lor și au aplaudat declarația ei: „Femeile sunt egale cu bărbații în fața legii și sunt egale în toate drepturile lor”.
Odată cu prima ei apariție publică în poziție de susținătoare pentru drepturile femeii, Woodhull a trecut în cercul de conducere al mișcării pentru obținerea dreptului de vot. Deși argumentul ei constituțional nu a fost original, ea și-a concentrat atenția publică fără precedent pentru susținerea votului femeilor. Woodhull a fost a doua femeie care a depus o petiție personală în acest sens, în Congresul american (prima fiind Elizabeth Cady Stanton). Numeroase ziare au scris despre apariția ei în fața Congresului. Ziarul ilustrat al lui Frank Leslie a tipărit o gravură pe o pagină întreagă a lui Woodhull, înconjurată de sufragiști proeminenți, prezentând argumentul ei.

### Internaționala
Woodhull s-a alăturat Asociației Internaționale a Muncitorilor, cunoscută și sub numele de Internaționala Socialistă. Ea și-a susținut obiectivele prin articole din ziarul ei. În Statele Unite, mulți radicali, foști aboliționiști și alți activiști progresiști s-au implicat în organizația care fusese fondată în Anglia. În 1871, germanii din organizație i-au expulzat pe cei mai mulți dintre membrii vorbitori de limbă engleză ai filialelor din SUA ale Internaționalei, ceea ce a dus la declinul rapid al organizației, deoarece nu a reușit să atragă clasa muncitoare etnică din America. Karl Marx a comentat în mod disprețuitor despre Woodhull în 1872 și și-a exprimat aprobarea față de expulzarea ei. 
Studiile recente au arătat că Woodhull a fost o prezență mult mai semnificativă în mișcarea socialistă decât au scris istoricii anteriori. Woodhull s-a considerat o revoluționară și concepția ei despre reorganizarea socială și politică era, ca și în cazul lui Marx, bazată pe economie. Într-un articol intitulat „Sufragiul femeilor în Statele Unite” din 1896, ea a concluzionat că „sufragiul este doar o fază a problemei mai mari a emancipării femeilor. Mai importantă este problema poziției sale sociale și economice. Independența ei financiară stă la baza tuturor celorlalte.” Ellen Carol DuBois se referă la ea ca fiind o „feministă socialistă”.

### Candidat la președinție

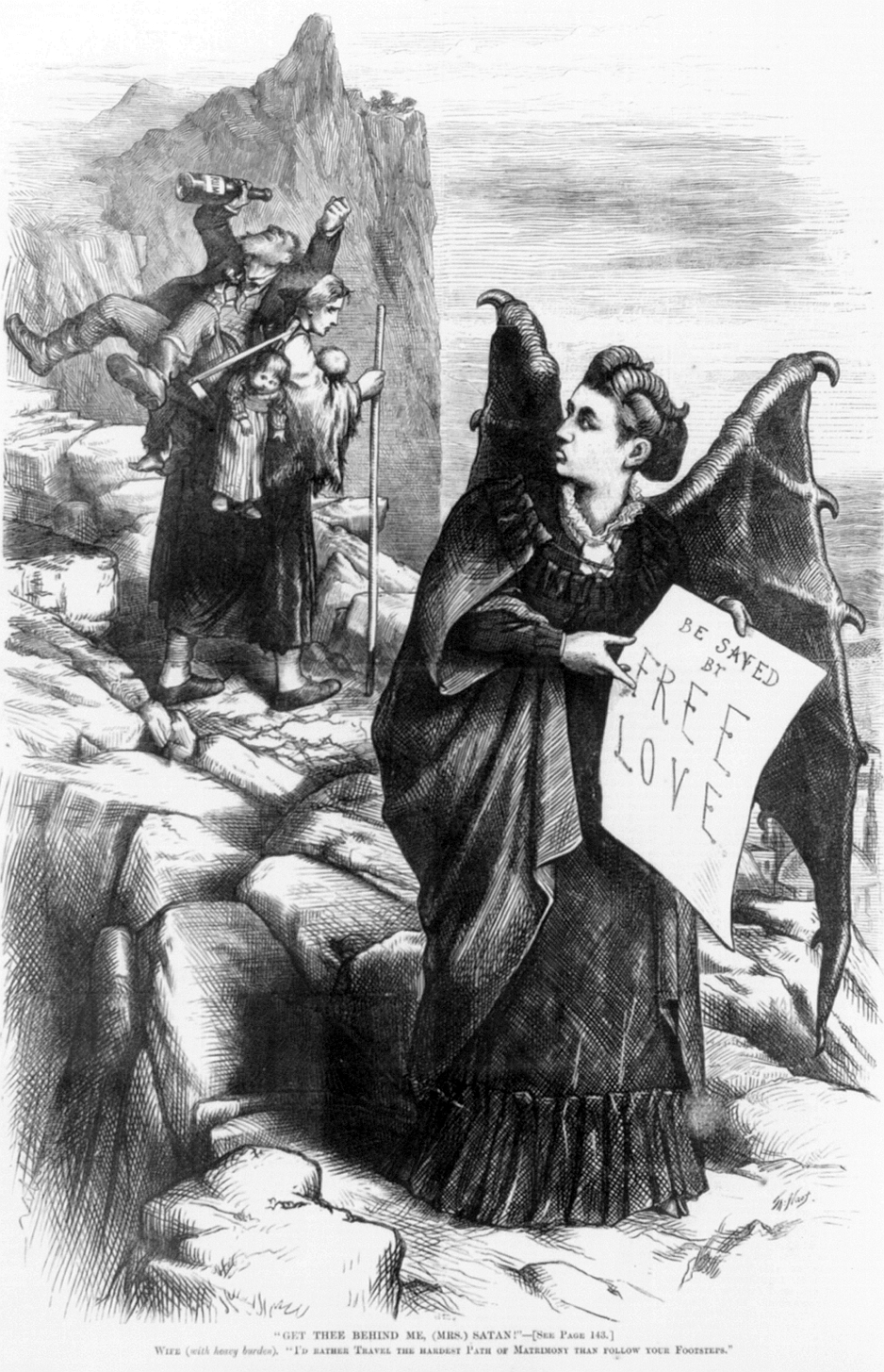
„Pune-te în spatele meu, (dna.) Satan!" Caricatura din 1872 de Thomas Nast : Soție, purtând o povară grea de copii și soț beat, avertizând (dna.) Satan (Victoria Woodhull), „Prefer să călătoresc pe cea mai grea cale a căsătoriei decât să-ți urmez pașii”. Semnul lui Satana spune: „Fii mântuit prin dragoste fără constrângeri”.

La 2 aprilie 1870, a fost publicată scrisoarea lui Woodhull către editorul New York Herald, prin care aceasta îți anunța candidatura.
Woodhull a fost nominalizată la funcția de președinte al Statelor Unite de către nou-înființatul Partid pentru Drepturile Egale la 10 mai 1872, la Apollo Hall, New York City. Cu un an mai devreme, ea și-a anunțat intenția de a candida. Tot în 1871, ea a vorbit public împotriva ideii ca guvernul să fie compus numai din bărbați; ea a propus dezvoltarea unei noi constituții și a unui nou guvern. Candidatura ei a fost ratificată la convenția din 6 iunie 1872, devenind astfel prima femeie candidată.
Campania lui Woodhull s-a remarcat și prin nominalizarea lui Frederick Douglass drept candidat la vicepreședinție, deși el nu a luat parte la convenție, nu și-a recunoscut nominalizarea și nu a avut un rol activ în campanie. Nominalizarea sa a stârnit controverse cu privire la amestecarea albilor și negrilor în viața publică.
După ce a fost calomniată în mass-media pentru sprijinul ei pentru dragoste fără constrângeri, Woodhull a dedicat un număr din Woodhull & Claflin's Weekly (2 noiembrie 1872) unei presupuse aventuri adultere dintre Elizabeth Tilton și Henry Ward Beecher, un proeminent ministru protestant din New York. El a susținut votul feminin, dar a ținut prelegeri împotriva dragostei fără constrângeri în predicile sale. Woodhull a publicat articolul pentru a evidenția ceea ce ea a considerat un dublu standard sexual între bărbați și femei.
În aceeași zi, cu câteva zile înainte de alegerile prezidențiale, Woodhull a fost arestată împreună cu cel de-al doilea soț al ei, colonelul James Blood și cu sora ei Tennie, sub acuzația de „publicare a unui ziar obscen” din cauza conținutului acelui număr. Surorile au fost ținute în închisoarea din Ludlow Street timp de o lună. Arestarea a fost aranjată de Anthony Comstock, autoproclamatul apărător moral al națiunii la acea vreme. Oponenții au ridicat întrebări despre cenzură și persecuția guvernamentală. Cei trei au fost achitați, pentru un aspect tehnic, șase luni mai târziu, dar arestarea a împiedicat-o pe Woodhull să voteze în timpul alegerilor prezidențiale din 1872. Odată cu publicarea scandalului, Theodore Tilton, soțul lui Elizabeth, l-a dat în judecată pe Beecher pentru „înstrăinare de afecțiune”. Procesul din 1875 a făcut senzație, fiind urmărit în toată țara.
Woodhull nu a primit voturi electorale la alegerile din 1872, alegeri în care șase candidați diferiți au primit cel puțin un vot electoral și un procent necunoscut (dar neglijabil) din votul popular. Un bărbat din Texas a recunoscut că a votat pentru ea, spunând că și-a exprimat votul împotriva lui Grant.
Woodhull a încercat din nou să obțină nominalizări pentru președinție în 1884 și 1892. Ziarele au relatat că încercarea ei din 1892 a culminat cu nominalizarea ei de către „Convenția națională de nominalizare a femeilor sufragiste” pe 21 septembrie. Marietta LB Stow din California a fost nominalizată drept candidat pentru funcția de vicepreședinte. Convenția a avut loc la Willard's Hotel din Boonville, New York, iar Anna M. Parker a fost președintele acesteia. Unele organizații pentru votul femeilor au respins nominalizările, susținând însă că comitetul de nominalizare a fost neautorizat. Woodhull a fost citată spunând că ea a fost „destinată” prin „profeție” să fie aleasă președinte al Statelor Unite ale Americii la viitoarele alegeri.

## Viața în Anglia și a treia căsătorie

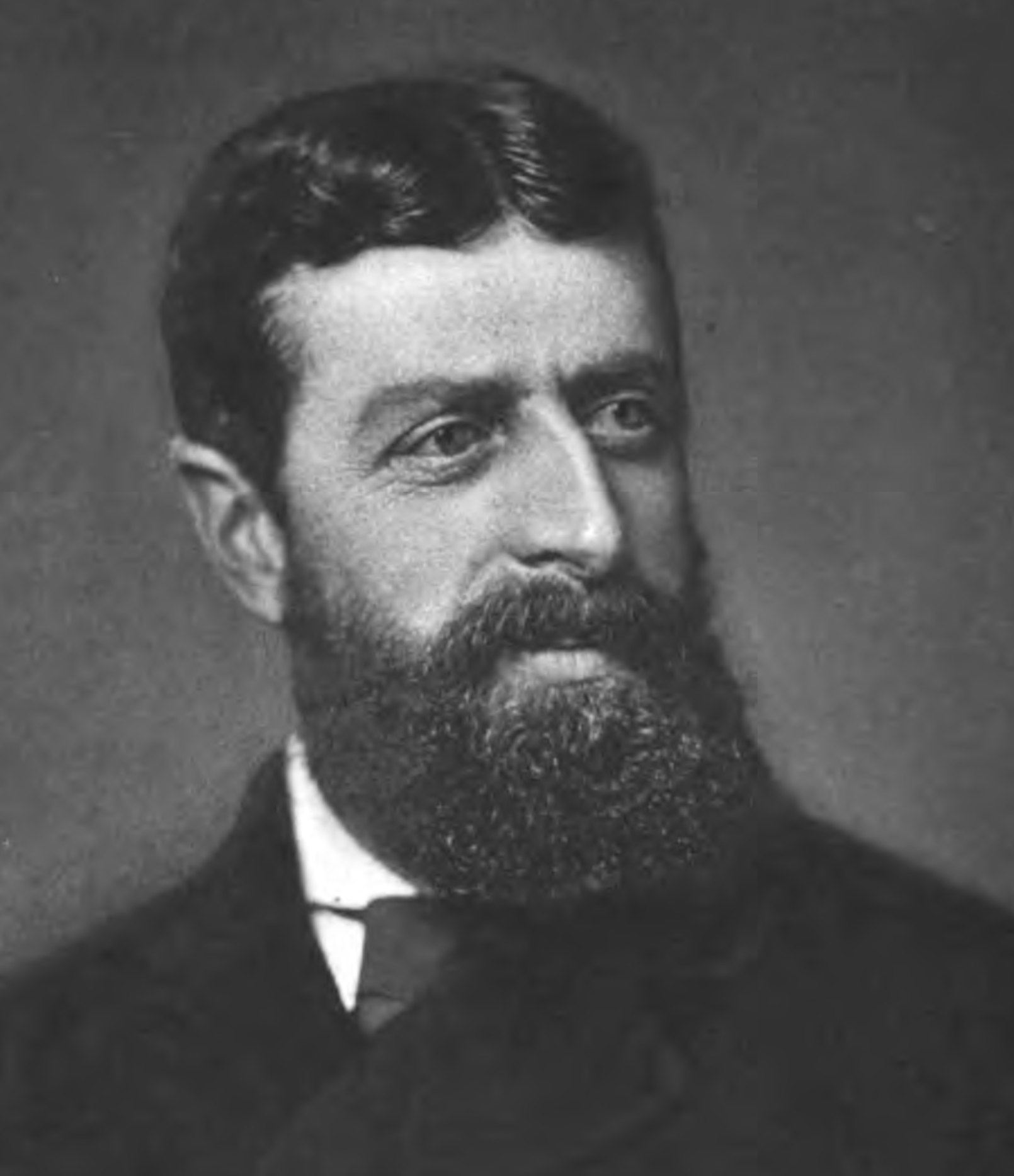
John Biddulph Martin

În octombrie 1876, Woodhull a divorțat de cel de-al doilea soț, colonelul Blood. După moartea lui Cornelius Vanderbilt în 1877, William Henry Vanderbilt i-a plătit lui Woodhull și surorii ei Claflin 1.000 de dolari(la acea vreme) să părăsească țara pentru că era îngrijorat că ar putea depune mărturie în audierile privind distribuirea averii bătrânului Vanderbilt. Surorile au acceptat oferta și s-au mutat în Marea Britanie în august 1877.
Ea și-a făcut prima apariție publică ca lector la St. James's Hall din Londra pe 4 decembrie 1877. Prelegerea ei se numea „Trupul uman, Templul lui Dumnezeu”, o prelegere pe care o prezentase anterior în Statele Unite. La una dintre prelegerile ei a fost prezent bancherul John Biddulph Martin. Ei au început să se vadă și s-au căsătorit la 31 octombrie 1883. Familia lui a dezaprobat căsătoria.
De atunci, ea a fost cunoscută drept Victoria Woodhull Martin. Sub acest nume, ea a publicat revista The Humanitarian din 1892 până în 1901, cu ajutorul fiicei ei, Zula Woodhull. Soțul ei John a murit în 1897. După 1901, Martin a renunțat să mai publice și s-a retras la țară, stabilindu-și reședința la Bredon's Norton, unde a construit o școală de sat împreună cu Tennessee și Zula. Prin munca sa la școala din Bredon's Norton, ea a devenit o susținătoare pentru reforma educației în școlile din satul englez și dezvoltarea programului de grădiniță.

## Opinii despre avort și eugenism
Ea a avut o poziție fermă împotriva avortului.
Woodhull a promovat, de asemenea eugenismul, care era popular la începutul secolului al XX-lea înainte de cel de-al Doilea Război Mondial. Interesul ei pentru eugenism ar fi putut fi motivat de deficiența intelectuală profundă a fiului ei. Ea a susținut, printre altele, educația sexuală, „căsătoria spre mai bine” și îngrijirea prenatală ca o modalitate de a avea copii mai sănătoși și de a preveni bolile mentale și fizice. Scrierile ei demonstrează opinii mai apropiate de cele ale eugeniștilor anarhiști, mai degrabă decât ale eugeniștilor coercitivi precum Sir Francis Galton. În 2006, editorul Michael W. Perry a descoperit și a publicat în cartea sa „Lady Eugenist”, că Woodhull a sprijinit sterilizarea forțată a celor pe care i-a considerat nepotriviți pentru reproducere. Acesta a fost un contrast puternic cu lucrările ei anterioare în care a susținut libertatea socială și s-a opus amestecului guvernului în chestiuni de dragoste și căsătorie.
Woodhull-Martin a murit pe 9 iunie 1927, la Norton Park din Bredon's Norton, Worcestershire.

## Moștenire și onoruri

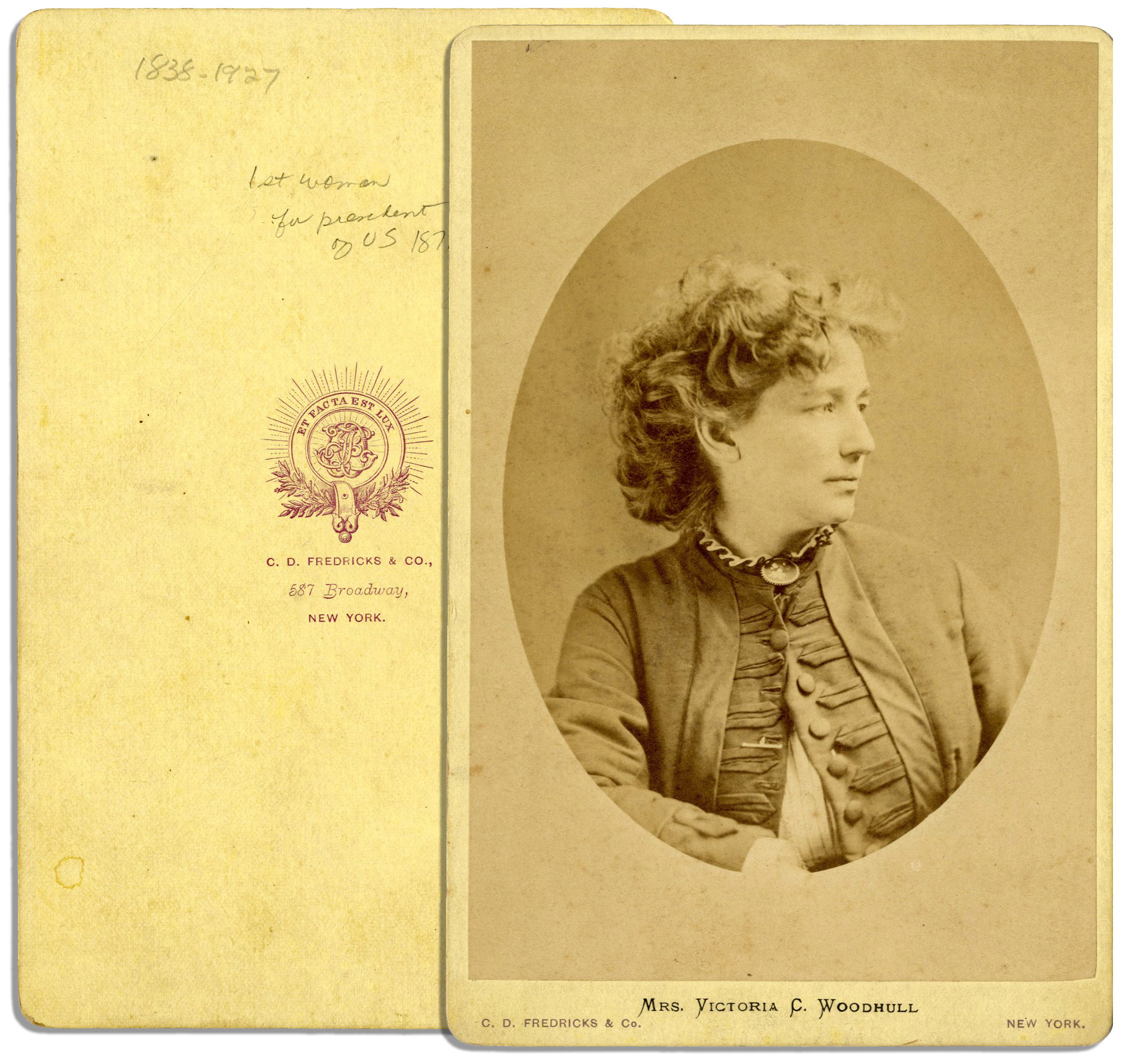

Un cenotaf al lui Victoria Woodhull se află la Tewkesbury Abbey în Gloucestershire.
La Biblioteca Publică Homer din Licking County, Ohio se află o placă comemorativă care o prezintă pe Woodhull drept „Prima femeie candidată la președinte al Statelor Unite”.
Există un turn cu ceas memorial în onoarea ei la Robbins Hunter Museum, Granville, Ohio. O figurină din lemn de tei, care seamănă cu Victoria Woodhull apare la ore exacte.
Musicalul Onward Victoria de pe Broadway din 1980 a fost inspirat din viața lui Woodhull.
Institutul Woodhull pentru Leadership Etic a fost fondat de Naomi Wolf și Margot Magowan în 1997.
În 2001, Victoria Woodhull a fost inclusă postum în National Women's Hall of Fame.
Pe 26 septembrie 2008, ea a primit postum premiul „Ronald H. Brown Trailblazer Award” de la St. John's University School of Law din Queens, New York. Mary L. Shearer, proprietara mărcii înregistrate Victoria Woodhull® și stră-stră-nepoată vitregă a col. James H. Blood, a acceptat premiul în numele Victoria Woodhull. Premiile Trailblazer sunt acordate „persoanelor ale căror muncă și activități în mediul de afaceri și comunitate demonstrează un angajament de a înălța grupurile și indivizii subreprezentați”.
Victoria Bond a compus opera Mrs. Președinte despre Woodhull.  Ea a avut premiera în 2012 la Anchorage, Alaska.
În martie 2017, Amazon Studios a anunțat producția unui film bazat pe viața ei, produs de Brie Larson în rolul Victoria Woodhull și avându-l în rolul principal.

### Scrieri proprii
- Woodhull, Victoria C. (2005) [1874]. Free Lover: Sex, Marriage and Eugenics in the Early Speeches of Victoria Woodhull. Seattle. ISBN 1-58742-050-3..  Four of her most important early and radical speeches on sexuality as facsimiles of the original published versions. Includes: "The Principle of Social Freedom" (1872), "The Scare-crows of Sexual Slavery" (1873), "The Elixir of Life" (1873), and "Tried as by Fire" (1873–74).
- Woodhull, Victoria C. (2005) [1893]. Lady Eugenist: Feminist Eugenics in the Speeches and Writings of Victoria Woodhull. Seattle. ISBN 1-58742-040-6.. Seven of her most important speeches and writings on eugenics. Five are facsimiles of the original, published versions. Includes: "Children—Their Rights and Privileges" (1871), "The Garden of Eden" (1875, publ. 1890), "Stirpiculture⁠(d)" (1888), "Humanitarian Government" (1890), "The Rapid Multiplication of the Unfit" (1891), and "The Scientific Propagation of the Human Race" (1893)
- Woodhull, Victoria C. (1870). Constitutional equality the logical result of the XIV and XV Amendments, which not only declare who are citizens, but also define their rights, one of which is the right to vote without regard to sex. New York.
- Woodhull, Victoria C. (1871). The Origin, Tendencies and Principles of Government, or, A Review of the Rise and Fall of Nations from Early Historic Time to the Present. New York: Woodhull, Claflin & Company: New York, Woodhull, Claflin & Co.
- Woodhull, Victoria C. (1871). Speech of Victoria C. Woodhull on the great political issue of constitutional equality, delivered in Lincoln Hall, Washington, Cooper Institute, New York Academy of Music, Brooklyn, Academy of Music, Philadelphia, Opera House, Syracuse: together with her secession speech delivered at Apollo Hall.
- Woodhull, Victoria C. Martin (1891). The Rapid Multiplication of the Unfit. New York.